# Stephan Harding
Stephan Harding, Ph.D. (Venezuela, 1953-Reino Unido, 3 de septiembre de 2024), fue un zoólogo y ecólogo inglés, miembro fundador del Schumacher College, Centro Internacional de Estudios Ecológicos, donde fue investigador en ecología profunda, profesor titular y coordinador de maestría en ciencias holísticas.

## Biografía
Nacido en Venezuela en 1953, llegó a Inglaterra a los seis años. Desde su infancia, el Dr. Harding tuvo una profunda fascinación por el mundo natural, y su mentalidad científica lo llevó a obtener una licenciatura en zoología en la Universidad de Durham y luego un doctorado en ecología del comportamiento del ciervo muntjac en la Universidad de Oxford.
Tras Oxford, estuvo involucrado en investigaciones de campo ecológicas en Zimbabue, Venezuela y Costa Rica, país este último en el que sería nombrado profesor visitante en Gestión de Vida Silvestre en la Universidad Nacional. Después de residir dos años, se convirtió en miembro fundador del Schumacher College, Centro Internacional de Estudios Ecológicos, Reino Unido, en 1990, donde trabajó en estrecha colaboración con James Lovelock, con quien mantuvo una amistad duradera y una colaboración científica. En dicha institución fue investigador en ecología profunda y profesor titular de ciencia holística, coordinando la maestría en ciencias holísticas durante veinte años.
En 2007, Stephan fue nombrado cotitular, junto a James Lovelock, de la Cátedra Arne Næss en Justicia Global y Medio Ambiente de la Universidad de Oslo, Noruega.
Colaboró con diversos científicos y en especial con Lovelock, máximo impulsor de la teoría de Gaia, que considera la Tierra como un ser vivo creador de su propio hábitat. Juntos trabajaron en la construcción de un modelo que generara un feedback entre los seres vivos y el medio ambiente.
En el Schumacher College, Stephan enseñó junto a muchos de los principales pensadores y activistas ecológicos del mundo, incluidos Arne Næss, Fritjof Capra, Brian Goodwin, Vandana Shiva, David Abram, James Lovelock y Lynn Margulis. Fue investigador de ecología profunda en el Schumacher College, donde sus intereses fueron las intersecciones entre la ecología científica (especialmente la teoría de Gaia) y el mundo de la psique y el alma.
Enseñó teoría de Gaia, ecología profunda y ciencia holística en todo el mundo.
Autor de varios libros, vivió en Dartington, Devon, Inglaterra.

## Legado
Buena parte de su legado explora una aproximación intuitiva y experimental a Gaia. Esto puede entenderse con base en la importante necesidad de la comprensión, del contacto con el dominio del significado; en otras palabras: a través de este modo de pensamiento buscamos, no el control sobre la Naturaleza, sino intimidad y conexión con lo que ha sido explicado. Escrito por él mismo: 

La comprensión no se ocupa de decirnos cómo ha llegado a ser una cosa o cómo funciona; lo único que busca es una empatía y una sensación de misterio. La explicación es racional, la comprensión es intuitiva.

En buena parte de su obra se retoma el pensamiento de filósofos e investigadores como Arne Næss, John Muir, Wilhelm Dilthey, David Bramwell o Aldo Leopold, entre otros, actualizando en pleno siglo XXI la validez de la creencia en la espiritualidad inherente a la Tierra y enfatizando la necesidad de cuidar y respetar nuestro planeta, resaltando la urgencia de una conciencia ecológica en la actualidad.

## Obra selecta
- Gaia Alchemy: The Reuniting of Science, Psyche, and Soul (2022)[9]
- Animate Earth: Science, Intuition and Gaia (2006)[10] (Editada en castellano como Tierra viviente. Ciencia, intuición y Gaia, Atalanta, 2021)[11][12][13][14][15]

### Como editor
- Grow Small, Think Beautiful: Ideas for a Sustainable World from Schumacher College (2011)[16]

### Como traductor
- Courting the Dawn: Poems of Lorca (junto a Martin Shaw, 2019)

## Edición en castellano
- Tierra viviente. Ciencia, intuición y Gaia. Tapa dura, 416 páginas, traducción Antonio Rivas, colección Liber naturae 146. Ediciones Atalanta. 2021. ISBN 978-84-122130-9-6.